# Amblypodia vivarna
Amblypodia vivarna is een vlinder uit de familie van de Lycaenidae. De wetenschappelijke naam van de soort is voor het eerst geldig gepubliceerd in 1829 door Horsfield.